# Sterkuliengewächse
Die Unterfamilie Sterkuliengewächse (Sterculioideae), auch Stinkbaumgewächse genannt, gehören jetzt zur Pflanzenfamilie der Malvengewächse (Malvaceae) in der Ordnung der Malvenartigen (Malvales). Sie enthält zwölf Gattungen mit etwa 400 Arten. Die Verbreitung ist pantropisch. Die in Mitteleuropa bekanntesten Gattungen sind die Stinkbäume (Sterculia) und Kolabäume (Cola).

## Beschreibung

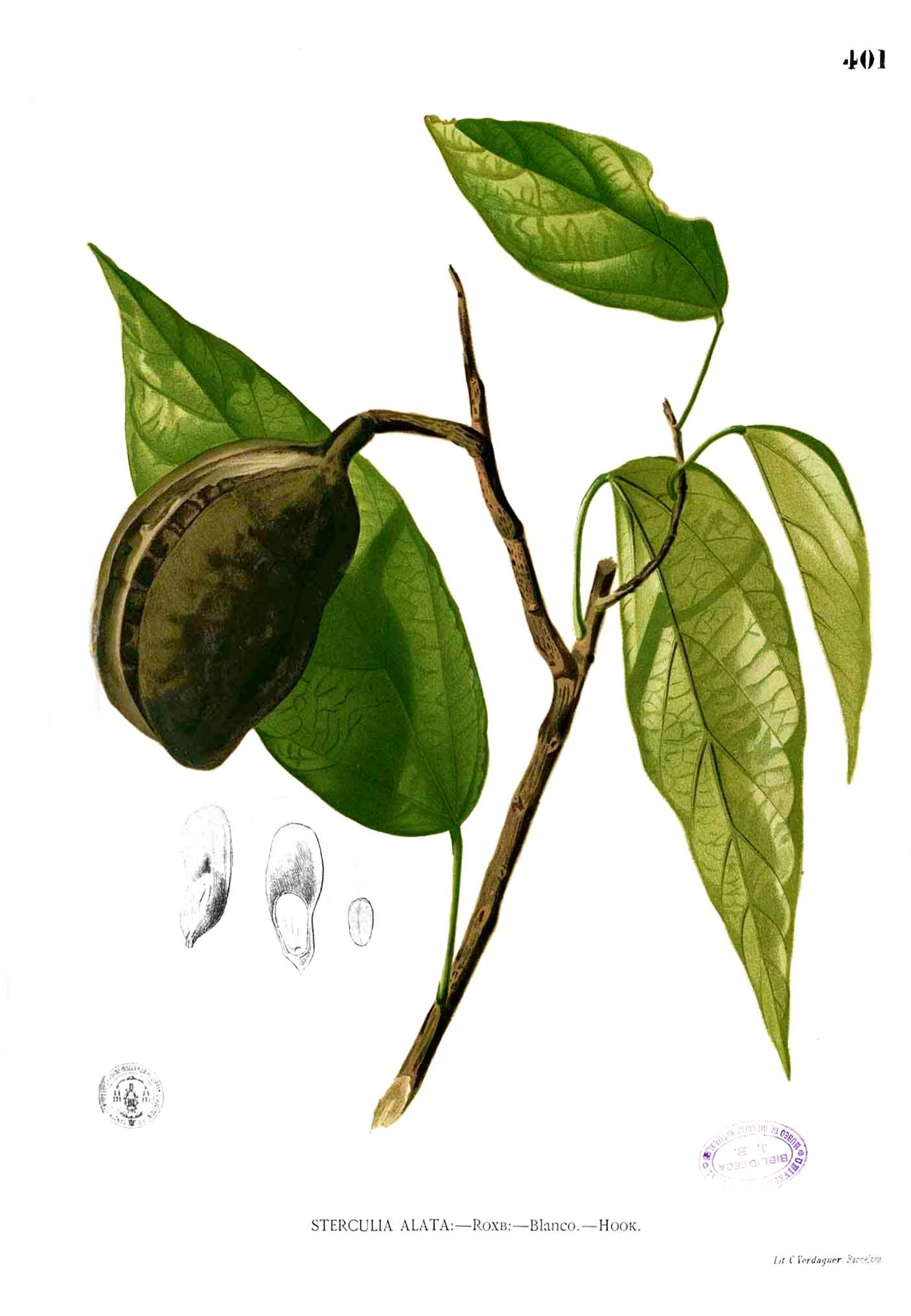
Illustration aus Blanco der Buddhanuss (Pterygota alata)

Die Arten sind einhäusig getrenntgeschlechtig (monözisch). Die Blütenstände sind seitenständig. Es ist kein Nebenkelch vorhanden. Die Kelchblätter sind kronblattartig. Es sind keine Kronblätter vorhanden. Die Staubfäden sind verwachsen. Die Fruchtblätter sind weitgehend frei.

## Systematik und Verbreitung

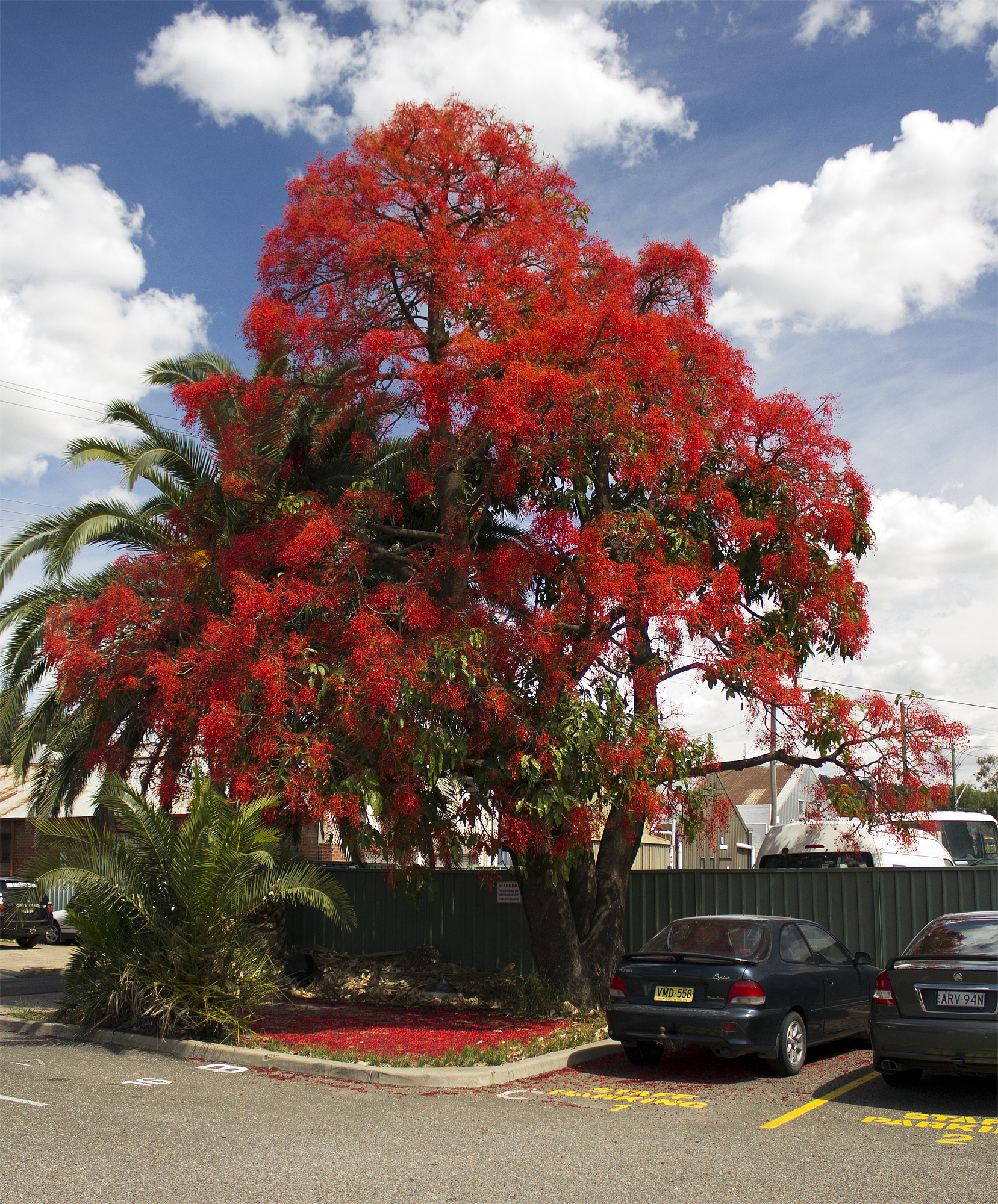
Brachychiton acerifolius

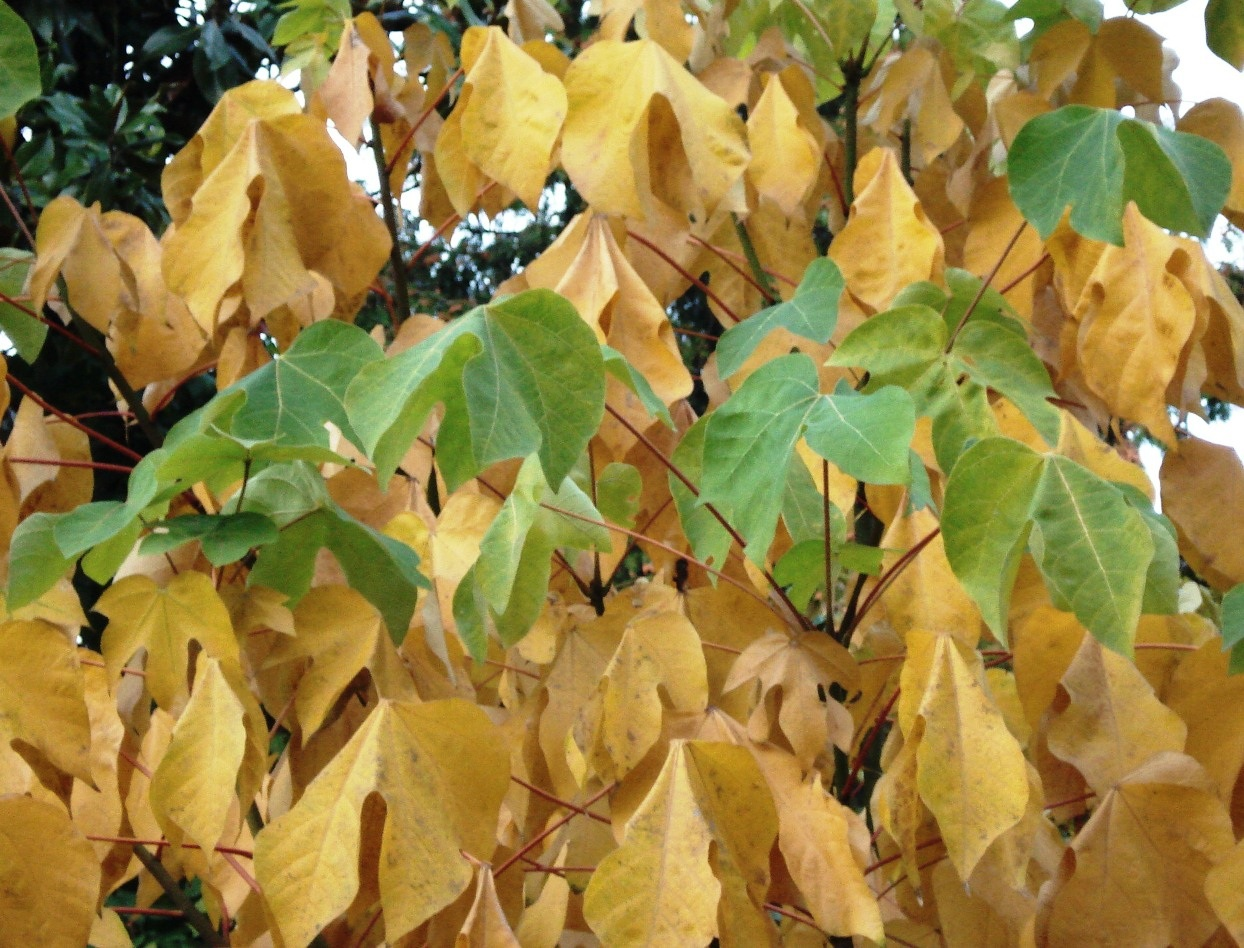
Laubblätter z. T. in Herbstfärbung von Firmiana simplex

Typusgattung ist Sterculia L. Die Erstbeschreibung im Rang einer Unterfamilie Sterculioideae erfolgte 1833 durch Carl Traugott Beilschmied in Flora 16 (Beibl. 7), S. 86. Bei einigen Autoren gilt die Veröffentlichung des Namens „Sterculidae“ von 1835 durch Gilbert Thomas Burnett in Outlines of Botany, 821, 1119 als Erstveröffentlichung.
Die Unterfamilie Sterculioideae enthält nach Stand seit 2006 etwa zwölf Gattungen mit etwa 430 Arten. Sie enthielt früher viel mehr Gattungen, diese wurden jedoch anders eingegliedert. Früher hatte dieses Taxon den Rang einer Familie Sterculiaceae R.Salisbury nom. cons.; diese Familie umfasste weit mehr Gattungen und geschätzte 1000 Arten.
Die Verbreitung ist pantropisch.
Es gibt etwa zwölf Gattungen:
- Acropogon Schltr.: Die etwa 22 Arten kommen nur in Neukaledonien vor.
- Flaschenbäume[3] (Brachychiton Schott & Endl.): Die etwa 31 Arten sind in Australien und Neuguinea verbreitet.
- Kolabäume (Cola Schott & Endl.): Die höchstens 100 Arten sind im tropischen Afrika verbreitet; am bekanntesten der:
  - Kolabaum (Cola acuminata Schott & Endl.): Er kommt in Benin, Nigeria, Togo, Angola, Kamerun, Äquatorialguinea und der Demokratischen Republik Kongo vor.[4]
- Firmiana Marsili: Die etwa zwölf Arten sind in Südostasien und auf Pazifischen Inseln verbreitet.
  - Der Chinesische Sonnenschirmbaum (Firmiana simplex (L.) W.Wight): Aus dem südlichen China, Taiwan, Japan und Vietnam.
- Franciscodendron B.Hyland & Steenis: Sie enthält nur eine Art:
  - Franciscodendron laurifolium (F. Muell.) B.Hyland & Steenis: Sie ist in Australien verbreitet.
- Heritiera Aiton: Die etwa 35 Arten sind vom tropischen Afrika, Madagaskar bis Südasien, eine Art auf Kuba und eine Art in Australien verbreitet, z. T. Nutzholz, darunter die Mangrovenbäume:
  - Heritiera littoralis Aiton: Sie gedeiht an den Mangroveküsten Indiens und des westlichen Pazifischen Ozeans.
  - Heritiera utilis (Sprague) Sprague: Sie gedeiht an den Mangroveküsten Westafrikas.
- Hildegardia Schott & Endl.: Von den etwa zwölf Arten sind zehn Arten vom tropischen Afrika, Madagaskar bis Südasien verbreitet, eine Art kommt auf Kuba und eine Art in Australien vor.
- Octolobus Welw.: Die zwei bis drei Arten sind in Afrika verbreitet.
- Pterocymbium R.Br.: Die mindestens zehn Arten sind in Ostasien verbreitet.
- Pterygota Schott & Endl.: Die etwa 20 Arten sind weltweit in den Tropen verbreitet, außer Australien, darunter:
  - Buddhanuss (Pterygota alata (Roxb.) R.Br.)
  - Pterygota macrocarpa K.Schum.: Aus West- und Zentralafrika
- Scaphium Schott & Endl.: Die etwa zehn Arten sind in Südostasien verbreitet.
  - Scaphium macropodum (Miq.) Beumée ex K.Heyne: Aus Borneo, Sumatra und Malaysia.
- Stinkbäume (Sterculia L.): Die 200 bis 300 Arten in den Tropen weltweit verbreitet, z. T. Nutzholz. Darunter:
  - Sterculia khasiana Debb. ex Biswas